# マーカス・アウレリオ
マーカス・アウレリオ（Marcus Aurélio、1973年8月18日 - ）は、ブラジルの男性総合格闘家、柔術家。セアラー州フォルタレザ出身。エリート・ミックスド・ファイターズ所属。徹底した寝技重視のスタイルで試合の流れを掴む。その柔術センスから柔術マエストロの異名を持つ。PRIDEでは、小さなノゲイラ、時空の達人のニックネームで呼ばれた。ZST参戦時にはマーカス・アウレリロと表記されていた。

## 来歴
1995年、柔術大会においてホイラー・グレイシーに勝利する。総合格闘家としては2002年6月にデビュー。
2003年11月23日、ZST GP 開幕戦に出場。1回戦でタクミと対戦し、腕ひしぎ十字固めで一本勝ち。
2004年1月11日、ZST GP 決勝大会において、準々決勝では今成正和に判定勝ち、準決勝ではレミギウス・モリカビュチスに三角絞めで一本勝ち、決勝戦ではリッチ・クレメンティにギブアップ勝ちを収め優勝を果たした。
2004年5月5日、ZST.5のメインで小谷直之と対戦。両選手とも額をカットするなど激しい展開となった試合は、小谷の出血によりドクターストップ。試合後にPRIDE参戦を表明した。

### PRIDE
2004年7月19日、PRIDE 武士道 -其の四-にてPRIDEに初参戦し、三島☆ド根性ノ助に判定負けを喫するも、その後は中村大介、中尾受太郎らに連勝した。
2006年4月2日、PRIDE 武士道 -其の拾-でライト級王者五味隆典とノンタイトル戦で対戦し、肩固めで一本勝ちを収めた。
2006年11月5日、PRIDE 武士道 -其の十三-のライト級タイトルマッチで五味隆典と再戦し、1-2の判定負けを喫し王座獲得に失敗した。

### UFC
2007年8月25日、UFC初参戦となったUFC 74でクレイ・グイダと対戦し、1-2の判定で敗れ、黒星デビューとなった。その後ルーク・コーディロ、ライアン・ロバーツ相手に連勝するものの、タイソン・グリフィン、エルメス・フランカには連敗を喫し、UFCから契約を解除された。
2009年8月29日、UFC復帰戦となったUFC 102でエヴァン・ダナムと対戦し、1-2の判定負けを喫した。
2010年9月10日、Shine Fightsで行なわれた8人参加のライト級ワンナイトトーナメントに出場予定であったが、負傷を理由に欠場した。
2010年9月25日、DREAM初参戦となったDREAM.16で青木真也と対戦し、0-3の判定負けを喫した。

## 戦績
| 総合格闘技 戦績 | 総合格闘技 戦績 | 総合格闘技 戦績 | 総合格闘技 戦績 | 総合格闘技 戦績 | 総合格闘技 戦績 | 総合格闘技 戦績 |
| --------------- | --------------- | --------------- | --------------- | --------------- | --------------- | --------------- |
| 32 試合         | (T)KO           | 一本            | 判定            | その他          | 引き分け        | 無効試合        |
| 22 勝           | 4               | 15              | 3               | 0               | 0               | 0               |
| 10 敗           | 0               | 0               | 10              | 0               | 0               | 0               |

| 勝敗 | 対戦相手                         | 試合結果                        | 大会名                                                                            | 開催年月日     |
| ○    | ギャレット・グロス               | 1R 4:56 腕ひしぎ十字固め        | Warrior Fight                                                                     | 2012年11月29日 |
| ×    | ライル・ビアボーム               | 5分3R終了 判定0-3               | ShoFight 20                                                                       | 2012年6月16日  |
| ○    | マット・マクグラス               | 1R 3:38 腕ひしぎ十字固め        | JEG: MMA Live 1                                                                   | 2011年5月19日  |
| ×    | 青木真也                         | 2R（10分/5分）終了 判定0-3      | DREAM.16                                                                          | 2010年9月25日  |
| ○    | ニコ・プハッカ                   | 2R 2:40 チョークスリーパー      | Fight Festival 27                                                                 | 2010年3月13日  |
| ○    | ダニエル・アスペ                 | 2R 2:37 チョークスリーパー      | Noche de Combat 1: Peru vs. American Top Team                                     | 2009年10月17日 |
| ×    | エヴァン・ダナム                 | 5分3R終了 判定1-2               | UFC 102: Couture vs. Nogueira                                                     | 2009年8月29日  |
| ○    | ジョーイ・ゴルシンスキー         | 1R 3:45 チョークスリーパー      | 5150 Combat League: Rumble at the Rally                                           | 2009年6月27日  |
| ○    | クリス・リゴーリ                 | 2R 0:23 KO（パンチ）            | WCA: Pure Combat                                                                  | 2009年2月6日   |
| ×    | エルメス・フランカ               | 5分3R終了 判定0-3               | UFC 90: Silva vs. Cote                                                            | 2008年10月25日 |
| ×    | タイソン・グリフィン             | 5分3R終了 判定0-3               | UFC 86: Jackson vs. Griffin                                                       | 2008年7月5日   |
| ○    | ライアン・ロバーツ               | 1R 0:16 腕ひしぎ十字固め        | UFC Fight Night: Florian vs. Lauzon                                               | 2008年4月2日   |
| ○    | ルーク・コーディロ               | 1R 4:29 TKO（パウンド）         | UFC 78: Validation                                                                | 2007年11月17日 |
| ×    | クレイ・グイダ                   | 5分3R終了 判定1-2               | UFC 74: Respect                                                                   | 2007年8月25日  |
| ×    | 五味隆典                         | 2R（10分/5分）終了 判定1-2      | PRIDE 武士道 -其の十三- 【PRIDE世界ライト級タイトルマッチ】                       | 2006年11月5日  |
| ×    | 石田光洋                         | 2R（10分/5分）終了 判定0-3      | PRIDE 武士道 -其の十一-                                                           | 2006年6月4日   |
| ○    | 五味隆典                         | 1R 4:34 肩固め                  | PRIDE 武士道 -其の拾-                                                             | 2006年4月2日   |
| ○    | 中尾受太郎                       | 2R（10分/5分）終了 判定3-0      | PRIDE 武士道 -其の八-                                                             | 2005年7月17日  |
| ○    | 中村大介                         | 2R（10分/5分）終了 判定3-0      | PRIDE 武士道 -其の六-                                                             | 2005年4月3日   |
| ×    | 三島☆ド根性ノ助                  | 2R（10分/5分）終了 判定1-2      | PRIDE 武士道 -其の四-                                                             | 2004年7月19日  |
| ○    | 小谷直之                         | 2R 3:34 TKO（ドクターストップ） | ZST.5                                                                             | 2004年5月5日   |
| ○    | リッチ・クレメンティ             | 1R 0:40 ギブアップ（目の負傷）  | ZST GP 決勝大会 【決勝】                                                          | 2004年1月11日  |
| ○    | レミギウス・モリカビュチス       | 1R 1:48 三角絞め                | ZST GP 決勝大会 【準決勝】                                                        | 2004年1月11日  |
| ○    | 今成正和                         | 5分2R終了 判定2-1               | ZST GP 決勝大会 【準々決勝】                                                      | 2004年1月11日  |
| ○    | タクミ                           | 1R 3:06 腕ひしぎ十字固め        | ZST GP 開幕戦 【1回戦】                                                           | 2003年11月23日 |
| ○    | ジェームス・ダン                 | 1R終了時 TKO（タオル投入）      | Mass Destruction 12                                                               | 2003年8月16日  |
| ×    | アントニオ・マッキー             | 5分2R終了 判定1-2               | KOTC 27: Aftermath                                                                | 2003年8月10日  |
| ○    | ダーレル・スミス                 | 1R 2:35 三角絞め                | HOOKnSHOOT: Absolute Fighting Championships 3 【HnS南東部ライト級タイトルマッチ】 | 2003年5月24日  |
| ○    | デイビッド・ガードナー           | 3R 4:13 腕ひしぎ十字固め        | USMMA 3: Ring of Fury 【USMMAライト級王座決定戦】                                 | 2003年5月3日   |
| ○    | ジャスティン・ウィスニエフスキー | 1R 1:14 腕ひしぎ十字固め        | HOOKnSHOOT: Absolute Fighting Championships 2 【HnS南東部ライト級王座決定戦】     | 2003年3月28日  |
| ○    | スコット・ジョンソン             | 1R 3:31 腕ひしぎ十字固め        | XFA 5: Redemption                                                                 | 2003年1月25日  |
| ○    | ウォルター・マッコール           | 2R 2:45 三角絞め                | WEFC 1: Bring It On                                                               | 2002年6月29日  |

## 獲得タイトル
- HOOKnSHOOT南東部ライト級王座（2003年）
- 初代USMMAライト級王座（2003年）
- ZST GP 優勝（2004年）

## 表彰
- ブラジリアン柔術 黒帯五段